# Окулова, Татьяна Сергеевна
Татьяна Сергеевна Окулова (род. 1992) — российская биатлонистка, призёр чемпионата России. Мастер спорта России.

## Биография
В начале карьеры представляла Республику Мордовия (РЦ СДЮСШОР, тренер — В. В. Моисеев), а с 2014 года — Красноярский край.
В 2013 году стала бронзовым призёром чемпионата России в патрульной гонке в составе сборной Мордовии. В декабре 2014 года одержала победу на соревнованиях «Ижевская винтовка» (этап Кубка России) в эстафете в составе сборной Красноярского края.